# 王一士
王一士（1926年1月—），男，福建福州人，中华人民共和国政治人物，曾任中共福建省委常委、福建省人民政府副省长，福建省人大常委会副主任。